# Campionati europei di triathlon long distance del 2013
I Campionati europei di triathlon long distance del 2013 (XX edizione) si terranno a Vichy, Francia in data 1º settembre 2013.
Nella gara maschile ha vinto il croato Andrej Vistica, mentre in quella femminile la tedesca Diana Riesler.

## Risultati

### Élite uomini
| Pos. | Nome                 | Paese      | Nuoto    | Bici     | Corsa    | Totale   |
| ---- | -------------------- | ---------- | -------- | -------- | -------- | -------- |
|      | Andrej Vistica       | Croazia    | 00:54:17 | 04:27:39 | 02:55:28 | 08:21:16 |
|      | Trevor Delsaut       | Francia    | 00:53:08 | 04:29:52 | 02:59:58 | 08:27:38 |
|      | Jose Jeuland         | Francia    | 00:52:06 | 04:41:17 | 03:01:56 | 08:39:35 |
| 4    | Marin Koceic         | Croazia    | 00:52:01 | 04:45:19 | 03:05:19 | 08:46:08 |
| 5    | Joseph Spindler      | Germania   | 01:03:52 | 04:37:35 | 03:02:51 | 08:48:25 |
| 6    | Alexey Brylev        | Russia     | 00:54:16 | 04:53:37 | 03:06:26 | 09:00:33 |
| 7    | Enric Gussinyer Coma | Spagna     | 00:52:15 | 04:44:32 | 03:19:54 | 09:02:07 |
| 8    | Rudolf Cogan         | Rep. Ceca  | 01:01:57 | 04:52:34 | 03:14:22 | 09:12:38 |
| 9    | Jan Oppolzer         | Rep. Ceca  | 01:01:53 | 04:58:07 | 03:14:52 | 09:19:10 |
| 10   | Georgy Kaurov        | Russia     | 00:50:09 | 04:56:21 | 03:26:24 | 09:19:58 |
| 11   | Yulian Malyshev      | Russia     | 00:50:12 | 05:04:30 | 03:20:01 | 09:20:02 |
| 12   | Sergio Marques       | Portogallo | 00:54:14 | 05:29:22 | 03:22:58 | 09:51:03 |
| 13   | Laurynas Urbsys      | Lituania   | 01:00:50 | 05:16:15 | 03:53:19 | 10:16:33 |

### Élite donne
| Pos. | Nome              | Paese      | Nuoto    | Bici     | Corsa    | Totale   |
| ---- | ----------------- | ---------- | -------- | -------- | -------- | -------- |
|      | Diana Riesler     | Germania   | 00:56:30 | 04:44:29 | 03:14:10 | 08:59:48 |
|      | Celia Kuch        | Germania   | 01:04:20 | 05:00:57 | 03:20:42 | 09:30:42 |
|      | Gabriella Zelinka | Ungheria   | 00:58:23 | 05:13:07 | 03:20:19 | 09:37:01 |
| 4    | Kristin Lie       | Norvegia   | 01:12:01 | 05:06:56 | 03:14:28 | 09:38:41 |
| 5    | Vanessa Pereira   | Portogallo | 01:02:05 | 05:19:43 | 03:23:02 | 09:51:03 |
| 6    | Nicole Woysch     | Germania   | 00:59:28 | 05:21:32 | 03:28:35 | 09:54:37 |
| 7    | Alina Ranceva     | Lituania   | 01:08:13 | 05:52:20 | 03:49:14 | 10:55:20 |